# Meisenheim
Meisenheim – miasto w Niemczech, w kraju związkowym Nadrenia-Palatynat, w powiecie Bad Kreuznach, wchodzi w skład gminy związkowej Nahe-Glan. Do 31 grudnia 2019 siedziba administracyjna  gminy związkowej Meisenheim. Leży nad rzeką Glan w północnym krańcu łańcucha górskiego Nordpfälzer Bergland.
Pierwsze wzmianki o Meisenheim pochodzą z VII wieku. Hipotetycznym założycielem jest Meiso od którego miejscowość otrzymała nazwę. Po raz pierwszy występuje w dokumencie z 1154 roku, jest wtedy siedzibą hrabiów Veldenz. Ludwik IV Bawarski odbiera w 1315 roku prawa miejskie. Od 1444 roku miasto jest częścią Palatynatu-Zweibrücken. W latach 1538–1571 było siedzibą księcia Wolfganga, który później przeniósł się do Bad Bergzabern.

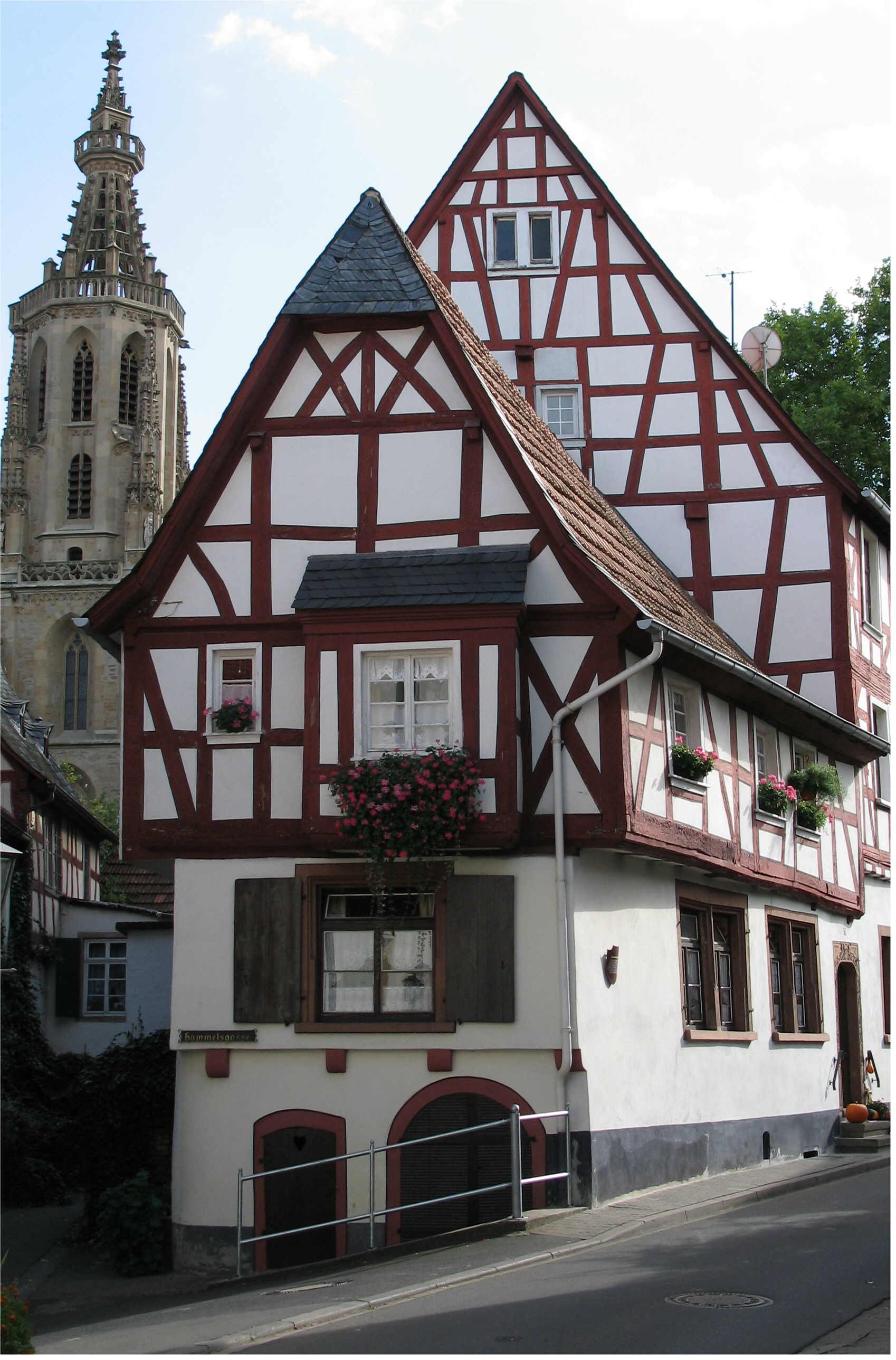
"Rycerski Zajazd" (Ritterherberge) na Starym Mieście w Mesenheim, w tle Kościół Zamkowy (Schlosskirche)